# Парламентские выборы в Великобритании (1831)
Парламентские выборы в Великобритании 1831 года прошли с 28 апреля по 1 июня и стали девятыми парламентскими выборами в истории Соединённого королевства Великобритании и Ирландии после Актов об унии 1800 года. В ходе выборов были избраны 658 членов Палаты общин, нижней палаты парламента Соединённого Королевства. Впервые с 1806 года виги под руководством действующего премьер-министра графа Грея одержали победу, получив большинство в 82 места, что позволило им сохранить своё правительство и провести избирательную реформу. Выборы 1831 года стали последними перед Актом о народном представительстве 1832 года.
Новый парламент был созван на своё первое заседание 14 июня 1831 года.
В выборах приняли участие 516 000 человек при общем населении в 24 000 000 (5 % взрослого населения Великобритании, голосовали только мужчины).

## Политическая ситуация
В девятом парламенте Великобритании, избранном в 1830 году, у правительства тори во главе с герцогом Веллингтоном не было стабильного большинства: по самым точным оценкам, в Палате общин у него было 310 сторонников, 225 противников и 121 сомнительный. После серии поражений 15 ноября 1830 года предложение Генри Парнелла о проверке цивильного листа было принято 233 голосами против 204; это поражение стало последней каплей и вынудило Веллингтона и его кабинет уйти в отставку. Веллингтон перешёл в оппозицию, а сэр Роберт Пиль стал лидером оппозиции в Палате общин. 22 ноября 1830 года было назначено новый кабинет под руководством графа Грея, первое правительство вигов со времён Министерства всех талантов в 1806—1807 годах. Лидером Палаты общин был виконт Элторп, который также занимал пост канцлера казначейства.
Грей был полон решимости провести реформу традиционной избирательной системы, которая обсуждалась на протяжении многих десятилетий. Совместно с коллегами-пэрами он разработал удивительно смелый план реформы; 22 марта 1831 года законопроект о реформе во втором чтении был одобрен большинством всего в один голос (302 против 301). Оппозиция тори была полна решимости остановить реализацию плана, и когда законопроект 18 апреля был передан в комитет, генерал Гаскойн внёс поправку, согласно которой общее число депутатов, представляющих Англию и Уэльс, не сокращалось. Это предложение было искусно составленной «вредительской поправкой», и когда оно 19 апреля было принято (299 против 291), Грей окончательно понял, что не получит нужного ему закона об избирательной реформе. Впрочем, осознавая шаткость своего положения, Грей был готов просить о роспуске Палаты общин немедленно, когда законопроект ещё только был передан на рассмотрение Комитета, король Вильгельм IV неохотно согласился и распустил парламент лично (на фоне большого политического смятения) 22 апреля.

## Даты выборов
В тот период в Великобритании не было единого дня выборов. Получив королевский приказ о назначении выборов, местное должностное лицо, ответственное за их проведение, устанавливало график голосования для конкретного избирательного округа или округов, которые входили в сферу его ответственности. Голосование в округах могло продолжаться в течение многих дней, пока депутат не будет избран.
Выборы проходили в течение 5 недель, с 28 апреля по 1 июня 1831 года.

## Результаты
Состав Палаты общин по итогам выборов 1831 года

 Тори Виги Радикалы Другие